# Lithoecisus erinaceus
Lithoecisus erinaceus är en tvåvingeart som först beskrevs av Friedrich Hermann Loew 1870.  Lithoecisus erinaceus ingår i släktet Lithoecisus och familjen rovflugor. Inga underarter finns listade i Catalogue of Life.